# جبل سروا
جبل سروا هو جبل يربط بين الأطلس الكبير والأطلس الصغير، وهو عبارة عن جيوب بركانية على ارتفاع واسع من حيث ظهور الحمم البركانية السوداء. سروا هي صهارة بركان طبقي خلال العصر الميوسيني. يقع الجبل في منطقة تازناخت في إقليم ورزازات في المملكة المغربية.

## المناخ
مستوى الأمطار بالمنطقة منخفض وغير منتظم. تسقط الأمطار بمعدل 400 مم في السنة على القمم. وتظهر الثلوج على علوات مرتفعة.

## السكان
تقع منطقة جبل سروا إلى الجنوب من توبقال (3 305 متر). تتميز المنطقة بصخور بركانية وقصبات ودواوير وقرى من الأراضي المحصنة بصوامع الحبوب التي تسمى محليا ب«إغودار». تتميز سفوح هذه القرى بالحقول المروية من قبل التيارات الجبلية. وتركز الساكنة على زراعة الشعير والقمح والزعفران واللوز. وتقوم النساء بنسج السجاد وبيعها في سوق «تازناخت».
تعتبر تربية الأغنام من الموارد المهمة للسكان المحليين. العديد من المواشي التي تسمى محليا بالعزيب يتم رعيها في المساحات الواسعة من الكتلة الصخرية. 

## السياحة
تتميز المنطقة بأنشطة المشي لمسافات طويلة وركوب الخيل لرؤية المشاهد الطبيعية  والصحراء والوديان. 
معظم مسارات المشي تمر عبر القرى ومناجم الفضة والذهب والكوبالت. تمر طريق المشي إلى الجبل من الشرق عبر 2 506 متر من جبال تيزي ن ملول قبل الوصول إلى قرية أنزال بين تازناخت وأمرزكان.

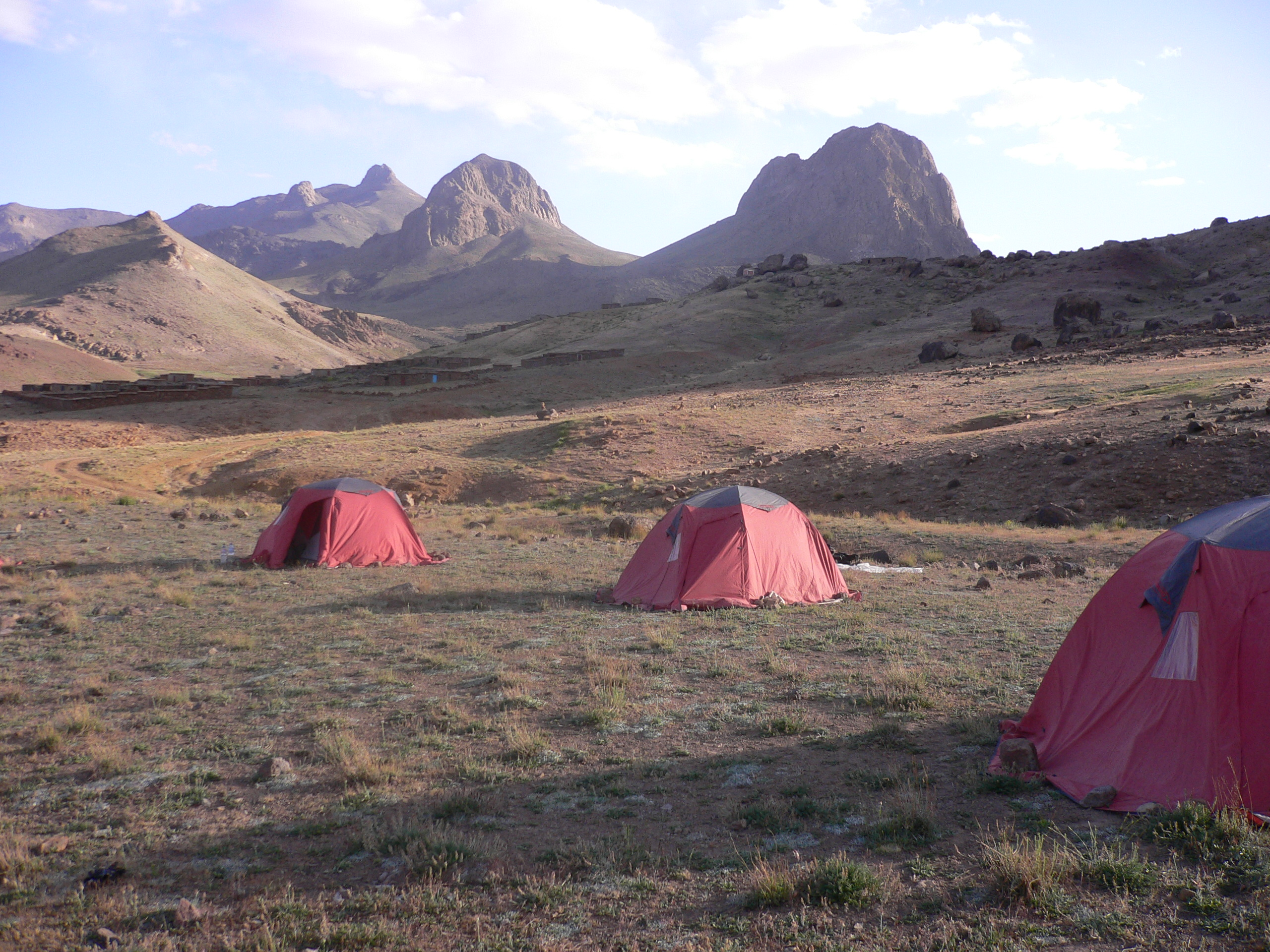
منظر مأخوذ من تكنيوين أو البرجين التوأم ( 952 2 م) في الجزء السفلي من الصهارة (305 3 م)
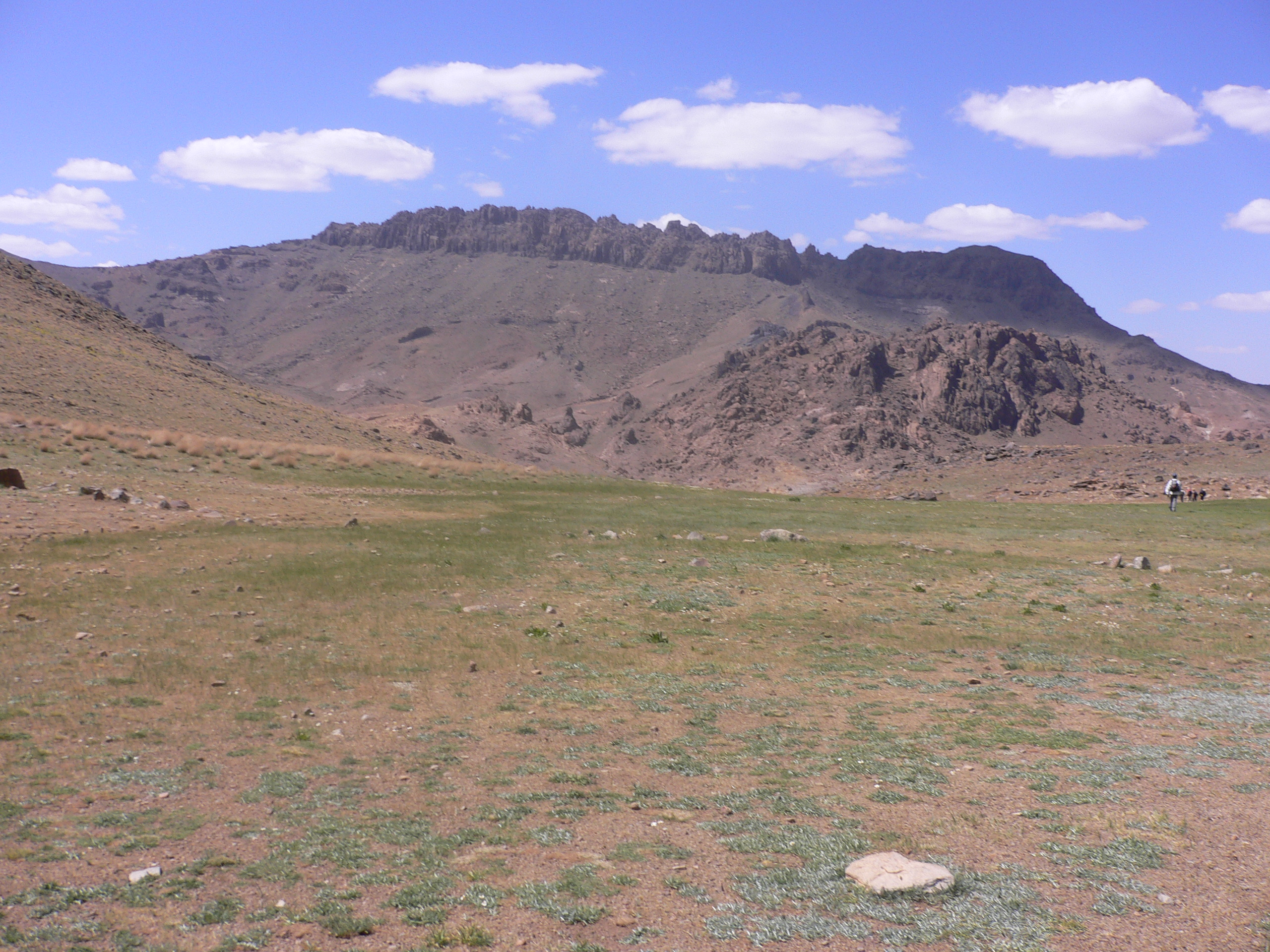
كتلة أمزدور التي تشبه القلعة (002 3 م)
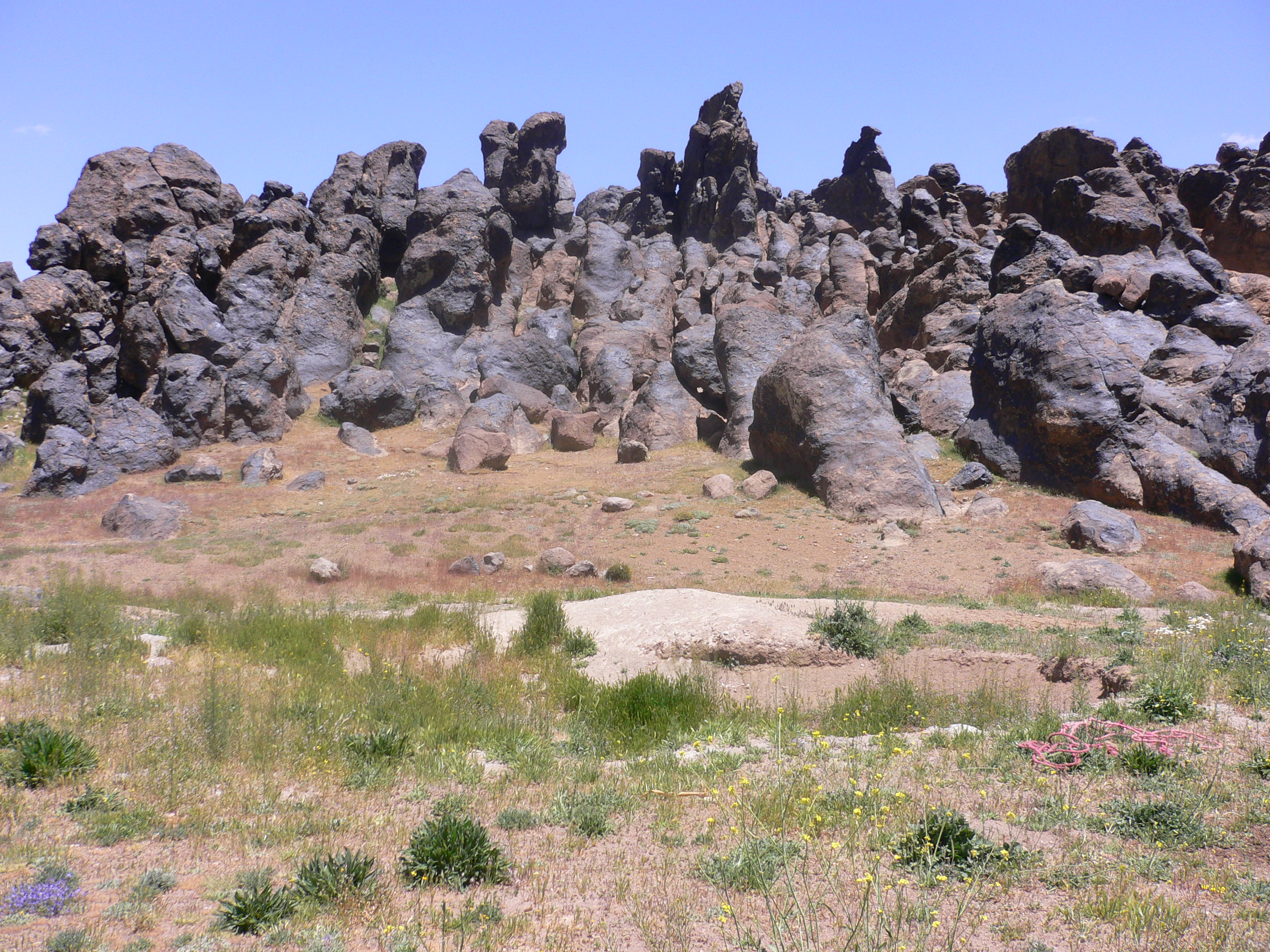
تشكيلات الصخور البركانية

## الملاحظات والمراجع
1. ↑  Le jbel Siroua, ses villages et ses sentiers, sur le portail www.sud-maroc.com. Consulté le 19 mars 2013 نسخة محفوظة 02 أبريل 2017 على موقع واي باك مشين.